# Éloi Blériot
Pour les articles homonymes, voir Blériot.
Éloi Blériot, né le 29 juillet 1891 à Gouy (Aisne) et mort le 7 octobre 1975 à Saint-Gobain (Aisne), est un homme politique français.

## Biographie
Agriculteur, il devient représentant de commerce après la guerre. Adjoint au maire de Nauroy, il est conseiller général du canton de Catelet de 1930 à 1937.
Il est député de l'Aisne de 1932 à 1936, ne s'inscrivant à aucun groupe.